# Theodor Völter
Theodor Gottlieb Völter (* 18. August 1847 in Geradstetten; † 4. April 1910 in Calw) war ein württembergischer Oberamtmann.

## Leben und Werk
Der Sohn eines evangelischen Pfarrers besuchte die Lateinschule in Schorndorf und das Obergymnasium in Heilbronn, wo er 1866 das Abitur ablegte. Von 1866 bis 1871 studierte er Kameral- und Regiminalwissenschaften in Tübingen. 18712 und 1873 legte er die höheren Finanzdienstprüfungen ab. Von 1872 bis 1874 arbeitete Völter als Aktuariatsverweser beim Oberamt Wangen. Von 1875 bis 1877 war er Amtmann beim Oberamt Gaildorf und von 1877 bis 1886 bei der Stadtdirektion Stuttgart. Von 1886 bis 1894 leitete er als Oberamtmann das Oberamt Herrenberg und von 1894 bis 1910 das Oberamt Calw. 
1895 wurde Theodor Völter mit dem Ritterkreuz 1. Klasse des Friedrichs-Ordens ausgezeichnet.